# 보스토크 (시계 브랜드)
보스토크 시계 제조사(러시아어: Восток; 문자적으로 "동쪽"이라는 뜻)는 러시아 타타르스탄 공화국 치스토폴에 본사를 둔 러시아의 휴대용 시계 브랜드이자 제조사이다. 이 회사는 주로 견고한 기계식 시계, 즉 코만디르스키(Komandirskie) 및 암피비아 모델을 생산한다. 또한 다른 시계 브랜드를 위한 시계 및 시계 무브먼트도 만든다.

## 역사

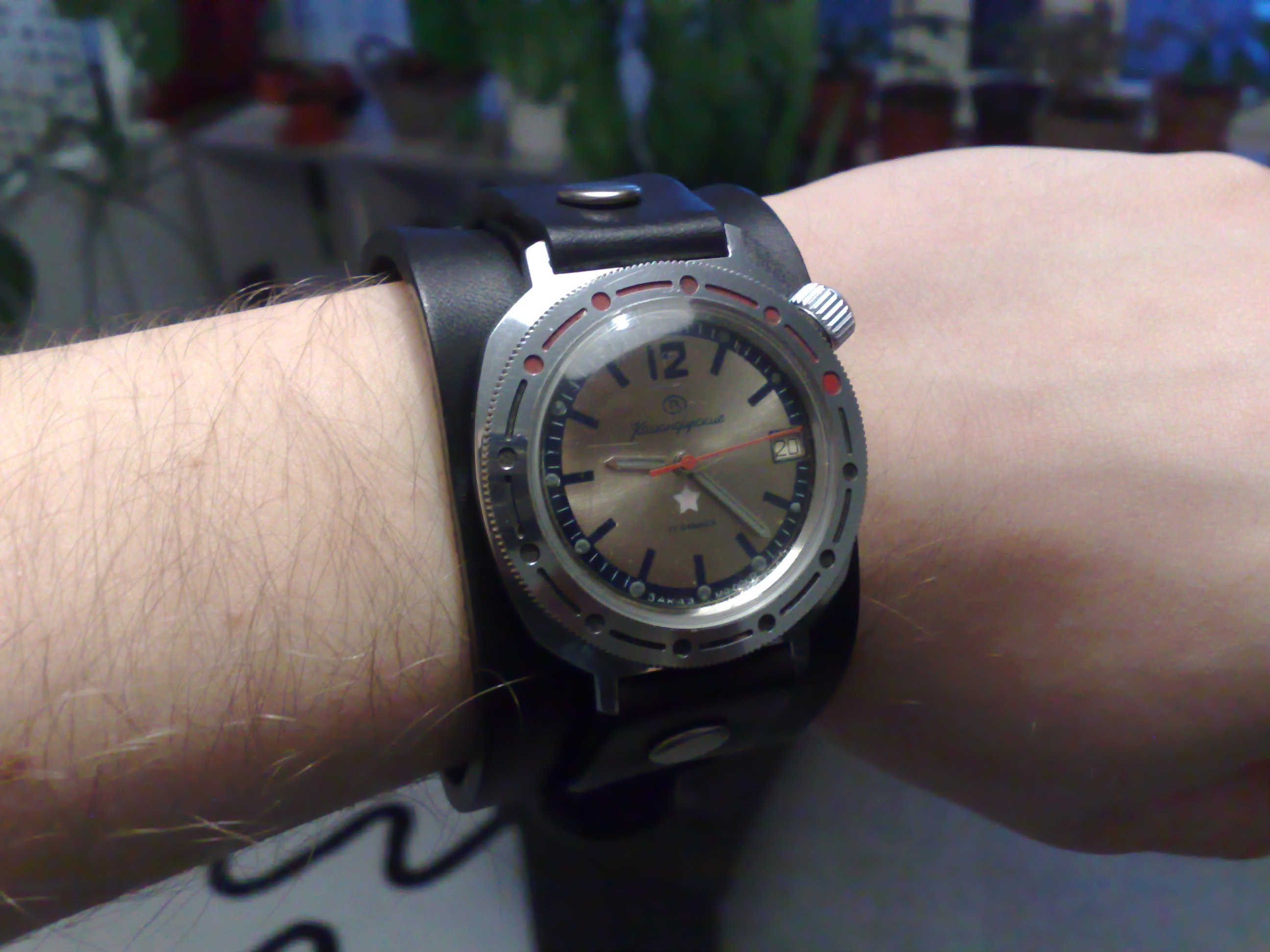
"ЗАКАЗ МО СССР", 즉 "소련 국방부 주문"이라고 표기된 보스토크 코만디르스키 시계

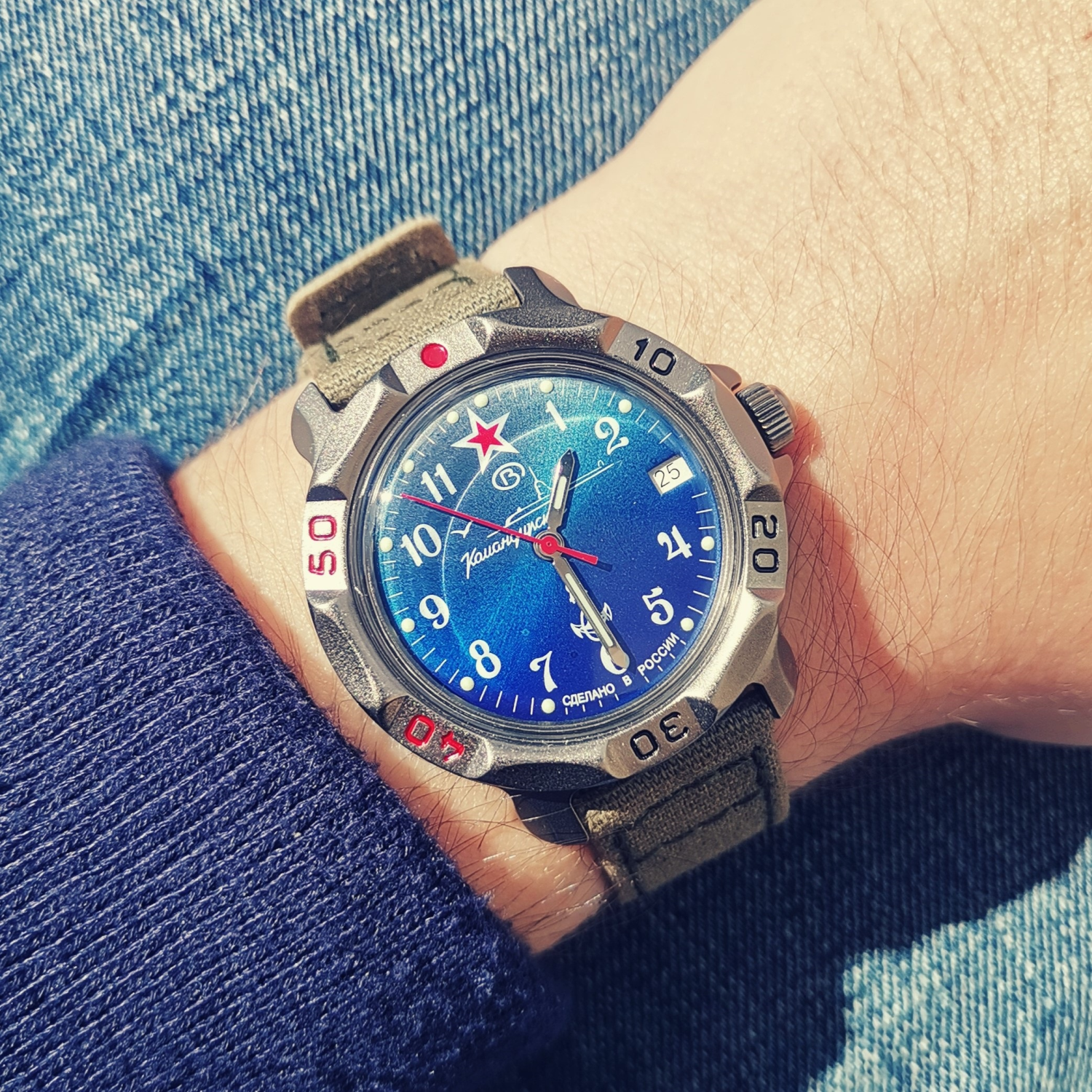
수동 2414A 무브먼트를 탑재한 보스토크 코만디르스키.

보스토크 시계 제조사(Vostok Watch Makers)는 1942년 제1 모스크바 시계 공장의 모스크바 시계 제조 공장 중 하나가 타타르스탄 공화국의 카마강 유역에 위치한 작은 도시인 치스토폴로 이전되면서 설립되었다. 전쟁 중에는 방위 장비만 생산되었으나, 전쟁이 끝나자마자 회사는 기계식 손목시계를 만들기 시작했다. 2006년 보스토크 시계 제조사는 "암피비아(Amphibia)"라는 브랜드의 다른 시계 라인을 판매하기 시작했다.
코만디르스키와 암피비아의 새로운 라인이 출시되었음에도 불구하고, 이 라인의 "클래식" 모델(대부분 1960년대와 1970년대에 디자인됨)은 여전히 생산되고 있었다(2021년 기준).

## 보스토크 무브먼트 목록

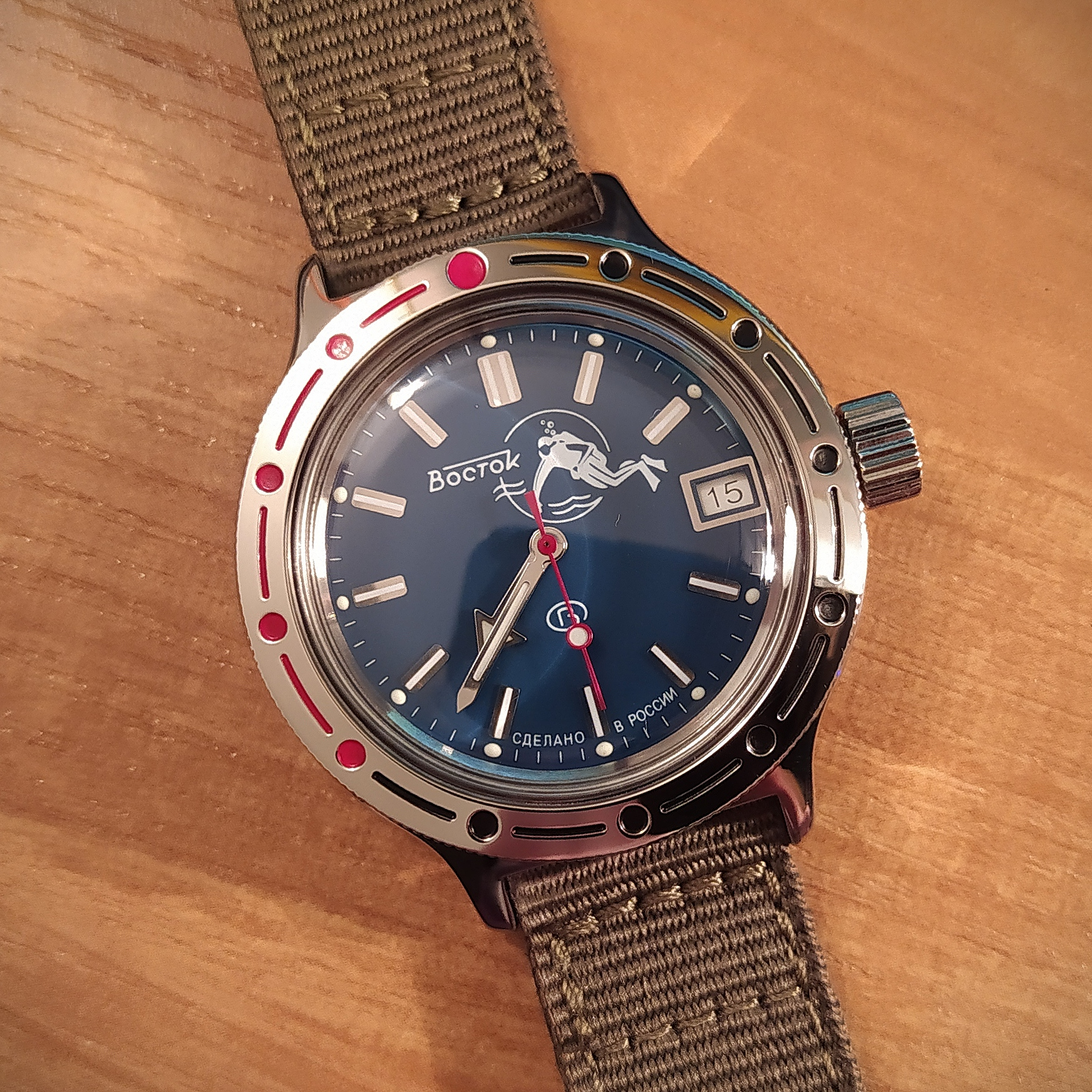
인기 있는 "스쿠바두드" 다이얼을 장착한 현대의 보스토크 암피비아.

보스토크는 자체 기계식 무브먼트를 생산한다. 이 회사는 또한 기술 루비 보석 생산을 전문으로 하는 "브리올레(Briolet)"를 소유하고 있다.
생산되는 모델은 아래 표에 나와 있다. 무브먼트 코드는 표준 소련 시대 시스템을 기반으로 한다.
| 코드    | 직경, mm | 높이, mm | 유형      | 주얼 | 진동수 (BPH) | 특징                                                     | 사용 모델 |
| ------- | -------- | -------- | --------- | ---- | ------------ | -------------------------------------------------------- | --- |
| 2403    | 24       | 3.7      | 수동      | 17   | 19800        | 9시 방향에 초침                                          | 보스토크 VOT                                                                                                  |
| 2209    | 22       | 3.7      | 수동      | 17   | 18000        | 중앙 초침                                                | 보스토크 암피비아 (초기 모델)                                                                                 |
| 2409    | 24       | 3.7      | 수동      | 17   | 19800        | 중앙 초침                                                | 보스토크 암피비아, 암피비아 레이디 퍼스트, 주니어 2409A                                                       |
| 2414A   | 24       | 4.14     | 수동      | 17   | 19800        | 중앙 초침, 날짜 표시기                                   | 보스토크 코만디르스키 수동, 코만디르스키 K-65                                                                 |
| 2415    | 24       | -        | 자동      | 31   | 19800        | 중앙 초침                                                | 보스토크 암피비아 1967                                                                                        |
| 2415B   | 24       | -        | 자동      | 31   | 19800        | 9시 방향에 초침                                          | 보스토크 K-43                                                                                                 |
| 2416B   | 24       | 6.3      | 자동      | 31   | 19800        | 중앙 초침, 날짜 표시기                                   | 보스토크 코만디르스키, 암피비안, 크렘료프스키, 프레스티지, 브리즈, 티타늄, 2416B, VIP 보스토크 유럽 포베다    |
| 2423    | 24       | 3.7      | 수동      | 17   | 19800        | 24시간 다이얼, 중앙 초침                                 | - |
| 2424    | 24       | 3.7      | 수동      | 17   | 19800        | 24시간 다이얼, 중앙 초침, 날짜 표시기                    | - |
| 2426    | 24       | 6.3      | 자동 정밀 | 32   | 19800        | 중앙 초침, 24시간 표시기, 날짜 표시기                    | 보스토크 코만디르스키 K-34 보스토크 유럽 로켓 N1, 가스 14 리무진, 라디오 룸 & 익스페디션 2006                 |
| 2426.12 | 24       | 6.3      | 자동 정밀 | 32   | 19800        | 10시 방향에 초침, 중앙 시분 및 24시간 바늘               | 보스토크 코만디르스키 650539 보스토크 암피비아 SE 150520S, SE 650521S                                         |
| 2431B   | 24       | 6.3      | 자동      | 31   | 19800        | 24시간 다이얼, 중앙 초침, 날짜 표시기                    | 보스토크 자동 24H                                                                                             |
| 2432    | 24       | 6.3      | 자동 정밀 | 32   | 19800        | 중앙 초침, 날짜 표시기, 낮/밤 표시기                     | 보스토크 뉴 커맨더, 코만디르스키 K-35 보스토크 유럽 므리야, 아르티카, K3, 루노호드, 레드 스퀘어, 막심 고리키. |
| 2433    | 24       | 6.3      | 자동      | 31   | 19800        | 중앙 초침, 오픈 하트, 브리지 2416B                       | 보스토크 2433.                                                                                                |
| 2434    | 24       | 4.14     | 수동      | 17   | 19800        | 중앙 초침                                                | 보스토크 밀리터리 수동                                                                                        |
| 2435    | 24       | 6.3      | 자동 정밀 | 31   | 19800        | 중앙 초침, 날짜 표시기, 낮/밤 표시기                     | 보스토크 유럽 메트로                                                                                          |
| 2441    | 24       | 6.5      | 자동      | 32   | 19800        | 10시 방향에 초침, 중심에서 벗어난 시분 바늘, 날짜 표시기 | 보스토크 유럽 에네르기아, 보스토크 2441                                                                       |

## 같이 보기
- 암피비아
- 폴료트
- 라케타
- 포베다